# 殺陣師段平
『殺陣師段平』（たてしだんぺい）は、長谷川幸延による日本の戯曲、または同作を原作とした1950年（昭和25年）製作・公開、マキノ正博（のちのマキノ雅弘）監督による日本の長篇劇映画、および1962年（昭和37年）製作・公開、瑞穂春海監督による日本のリメイク映画、1962年（昭和37年）および1964年（昭和39年）製作・放送の日本のテレビドラマである。映画に関しては、1955年（昭和30年）にも、マキノ雅弘が『人生とんぼ返り』のタイトルでセルフリメイクしており、本項で詳述する。
戯曲の初演は1949年（昭和24年）、東京・有楽座での新国劇による公演であった。

## 略歴・概要

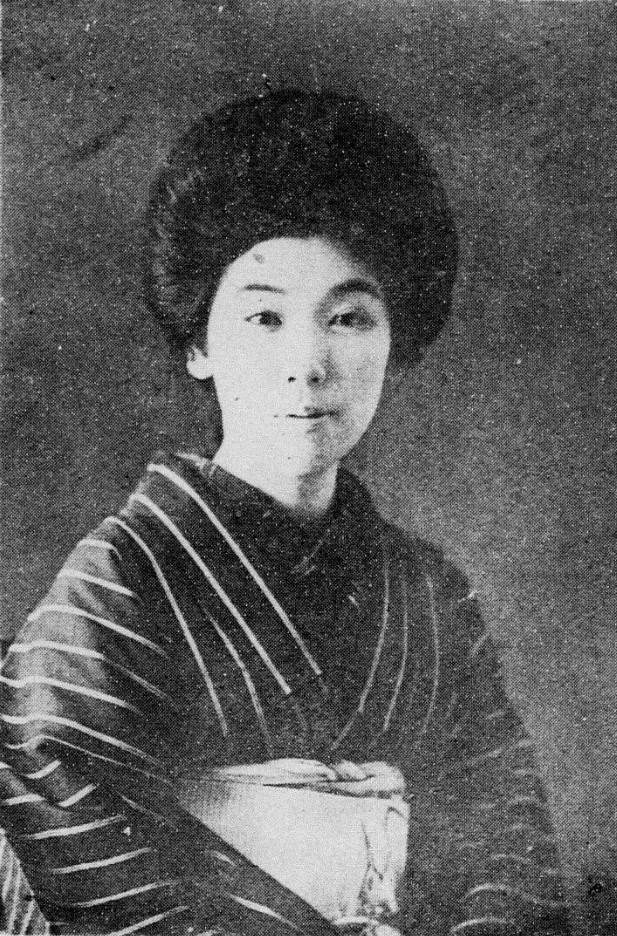
1949年の有楽座、南座公演に出演した富士野蔦枝

初期の新国劇の頭取であり殺陣師であった実在の人物、市川段平の人生をモチーフに長谷川幸延が戯曲を書き下ろし、1949年（昭和24年）3月、新国劇自身が初演を行った。翌1950年（昭和25年）、本戯曲を原作に、黒澤明が映画脚本に脚色、マキノ正博が監督し、初の映画化となった。
1954年（昭和29年）10月、新国劇が東京・明治座で再演を行った際には、当初四幕の戯曲に行友李風作の『月形半平太』の劇中劇が加わり、五幕劇に書き換えられた。この初演の演出は長谷川幸延が行った。翌1955年（昭和30年）、マキノ正博改めマキノ雅弘が脚色・監督し、『人生とんぼ返り』のタイトルでセルフリメイクした。
1962年（昭和37年）には、瑞穂春海が3回目の映画化を果たした。
1969年（昭和44年）3月には、マキノ雅弘が、藤岡琢也の段平、瑳峨三智子のお春、津川雅彦の沢田正二郎という陣容、セルフリメイク映画と同じ『人生とんぼ返り』のタイトルで演出、名古屋の中日劇場で初演している。藤岡琢也版はその後も同タイトルで、1975年（昭和50年）に大阪・中座で再演され、2004年 (平成16年) には『劇団青年座創立五十周年記念作品』として津嘉山正種の段平、岩倉高子のお春、佐藤祐四の澤田正二郎で上演され、2006年 (平成18年) には再演、全国巡演された。

## 新国劇初演版

### スタッフ・作品データ
- 台本 : 長谷川幸延
- 原案 : 行友李風
- 演出 : 高田保
- 装置 : 濱田右二郎
- 照明 : 小川昇
- 殺陣 : 渡邊正一
- 製作 : 新国劇
- 初日 : 1949年3月
- 劇場 : 東京・有楽座

### キャスト
- 島田正吾 - 市川段平
- 辰巳柳太郎 - 澤田正二郎
- 外崎恵美子 - 段平妻お春

## 劇団青年座（2004年）版

### スタッフ
- 原案 : 長谷川幸延
- 補綴・演出 : 鈴木完一郎
- 装置 : 柴田秀子
- 照明 : 中川隆一
- 殺陣 : 國井正廣
- 音楽 : ノノヤママナコ
- 初日 : 2004年3月14日
- 劇場 : 東京・紀伊國屋サザンシアター

### キャスト
- 津嘉山正種 - 市川段平
- 岩倉高子 - 女房お春
- 佐藤祐四 - 澤田正二郎

- 山野史人 - 兵庫市（道具方）、金澤（歩方）※二役
- 今井和子 - 丸髷の女、階下の女房お杉 ※二役
- 泉晶子 - 葉山あけみ（女優）

## 映画 1950年版
『殺陣師段平』（たてしだんぺい）は、1950年（昭和25年）製作・公開、長谷川幸延の同名の戯曲を原作としたマキノ正博（のちのマキノ雅弘）監督による日本の長篇劇映画である。

### スタッフ・作品データ
- 製作 : マキノ満男
- 企画 : 坪井与、柳川武夫
- 監督 : マキノ正博
- 原作 : 長谷川幸延
- 脚色 : 黒澤明
- 撮影 : 三木滋人
- 音楽 : 大久保徳二郎
- 製作 : 東横映画
- 上映時間 （巻数 / メートル） : 104分 （10巻 / 2,836メートル）
- フォーマット : 白黒映画 - スタンダードサイズ（1.37:1） - モノラル録音
- 公開日 :  日本 1950年8月26日
- 配給 :  東京映画配給

### キャスト
- 月形龍之介 - 市川段平
- 山田五十鈴 - 女房お春
- 月丘千秋 - 娘おきく
- 市川右太衛門 - 沢田正二郎
- 進藤英太郎 - 倉橋（作者）
- 杉狂児 - 兵庫市（道具方）
- 高松錦之助 - 徳次郎（狂言方）
- 加賀邦男 - 高島（役者）
- 原健作 - 太田（役者）
- 初音麗子 - 氷屋の婆さん
- 加藤嘉 - 引抜きの男
- 横山エンタツ - 医者
- 赤木春生(後の赤木春恵） - 浜の家のお房

## 映画 1955年版
『人生とんぼ返り』（じんせいとんぼがえり）は、1955年（昭和30年）製作・公開、長谷川幸延の戯曲『殺陣師段平』を原作としたマキノ雅弘監督による日本の長篇劇映画である。

### スタッフ・作品データ
- 製作 : 高木雅行
- 監督・脚本 : マキノ雅弘
- 原作 : 長谷川幸延
- 撮影 : 高村倉太郎
- 照明 : 藤林甲、吉田協三
- 美術 : 小池一美
- 録音 : 橋本文雄
- 音楽 : 大久保徳二郎
- 製作 : 日活
- 上映時間 （巻数 / メートル） : 117分 （14巻 / 3,197メートル）
- フォーマット : 白黒映画 - スタンダードサイズ（1.37:1） - モノラル録音
- 公開日 :  日本 1955年11月1日
- 配給 :  日活

### キャスト
- 森繁久彌 - 段平
- 山田五十鈴 - お春
- 左幸子 - おきく
- 河津清三郎 - 沢田正二郎
- 森健二 - 兵庫市
- 水島道太郎 - 倉橋仙太郎
- 山田禅二 - 徳次郎
- 美川洋一郎 - 高島
- 本郷秀雄 - 太田
- 小林重四郎 - 金井
- 高品格 - 辻
- 澤村國太郎 - 医者
- 加藤智子 - 氷屋の婆さん
- 福田トヨ - 梳髪の女
- 雨宮節子 - 小女
- 藤代鮎子 - 新蝶々の女
- 河上信夫 - 興行師
- 雪岡純 - 興行師
- 広岡三栄子 - 芸者

## 映画 1962年版
『殺陣師段平』（たてしだんぺい）は、1962年（昭和37年）製作・公開、長谷川幸延の同名の戯曲を原作とした瑞穂春海監督による日本の長篇劇映画である。

### スタッフ・作品データ
- 企画 : 税田武生
- 監督 : 瑞穂春海
- 原作 : 長谷川幸延
- 脚本 : 黒澤明
- 撮影 : 今井ひろし
- 照明 : 古谷賢次
- 美術 : 加藤茂
- 録音 : 大谷巌
- 編集 : 山田弘
- 音楽 : 高橋半
- スチル : 松浦康雄
- 助監督 : 渡辺実
- 製作主任 : 小沢宏
- 製作 : 大映京都撮影所
- 上映時間 （巻数 / メートル） : 86分 （8巻 / 2,354メートル）
- フォーマット : カラー映画 - スコープ・サイズ（2.35:1） - モノラル録音
- 公開日 :  日本 1962年9月30日
- 配給 :  大映

### キャスト
- 市川雷蔵 - 沢田正二郎
- 中村鴈治郎 - 市川段平
- 高田美和 - おきく
- 田中絹代 - お春
- 山茶花究 - 兵庫市
- 上田吉二郎 - 引抜きの男
- 須賀不二男 - 倉橋仙太郎
- 深見泰三 - 医者
- 真城千都世 - 梳髪の女
- 浪花千栄子 - 婆さん
- 毛利郁子 - 丸髷の女
- 西岡慶子 - 小女
- 伊達三郎 - 大田
- 寺島雄作 - 徳次郎
- 近江輝子 - お房
- 水原浩一 - 辻
- 嵐三右衛門 - 興業師（A）
- 原聖四郎 - 金井
- 天野一郎 - かんと煮屋の亭主
- 石原須磨男 - 薬屋番（二）
- 浅尾奥山 - 薬屋番（一）
- 沖時男 - 巡査
- 岩田正 - 役者
- 菊野昌代士 - 興行師（B）
- 越川一 - 事務員
- 大杉潤 - 鶴次郎
- 木村玄 - 高島
- 丸凡太 - 電報配達
- 種井信子 - 新蝶々の女

## テレビドラマ

### 1962年版
1962年（昭和37年）6月12日にフジテレビの『シャープ火曜劇場』で単発放送。同年10月12日にも同枠で再放送された。

#### スタッフ・作品データ・キャスト
- 原作 - 長谷川幸延
- 脚本 - 高久進
- 演出 - 藤信次
- 製作著作 - フジテレビ
- 放送期間 - 1962年6月12日
- 放送時間 - 火曜20:00 - 21:00
- 放送回数 - 単発
- 出演者 - 山茶花究、高倉みゆき、林美智子、戸上城太郎、大町章二郎、吉田義夫、黒崎清二

### 1964年版
『殺陣師段平』（たてしだんぺい）は、1964年（昭和39年）製作・放送、長谷川幸延の同名の戯曲を原作とした長谷川自身の脚本による日本の単発テレビドラマである。1949年（昭和24年）3月の新国劇の初演同様、段平を島田正吾、その妻・お春を外崎恵美子が演じた。テレビドラマデータベースでの「戸崎恵美子」は誤り。

#### スタッフ・作品データ・キャスト
- 原作・脚本 : 長谷川幸延
- 演出 : 安井恭司
- 製作著作 : NHK
- 放送期間 : 1964年12月30日
- 放送時間 : 22:30-23:30
- 放送回数 : 単発
- 出演 : 島田正吾、外崎恵美子、高倉典江